# Laurence Boone
Laurence Boone (15 de mayo de 1969) es una economista francesa cuyos campos de interés incluyen la macroeconomía, la política europea y las finanzas públicas. Fue asesora económica del Presidente de la República Francesa entre julio de 2014 y marzo de 2016 bajo la presidencia de François Hollande.

## Biografía
Boone nació en 1969 en el seno de una familia de lejanos orígenes irlandeses. Su padre era ingeniero. Asistió a las instituciones escolares de Notre-Dame-de-Sion, La Bruyère-Sainte-Cécile y École du Sacré-Cœur .
Boone obtuvo un Diploma de Estudios Avanzados en modelización y análisis cuantitativo de la Universidad Paris X-Nanterre, un doctorado en economía de la London Business School y una maestría en econometría de la Universidad de Reading.
Boone está casada con el politécnico Xavier Faure, y es madre de dos hijos.

## Carrera profesional

### Los comienzos
Boone comenzó su carrera como analista en Merrill Lynch Asset Management (1995–6). Fue investigadora del Centre d'Etudes Prospectives et d'Informations Internationales (CEPII) de 1996 a 1998, luego economista del departamento de Asuntos Económicos de la OCDE de 1998 a 2004. En 2004, se incorporó a Barclays Capital France como economista jefe.
En 2011, Boone se convirtió en economista jefe para Europa en Bank of America-Merill Lynch. Miembro del Cercle des économistes, Boone es autor de numerosos libros y publicaciones. Enseñó en Sciences Po, École Polytechnique, ENSAE y ENS Cachan. También fue miembro del jurado del examen de ingreso de la École nationale d'administration.
Boone se convirtió en miembro de la junta directiva de PPR (Kering desde 2013) en 2010. Después de que su mandato fuera renovado por un período de tres años el 6 de mayo de 2014, dimitió de la junta directiva el 12 de junio de 2014. En 2014 comenzó a redactar crónicas para el diario L'Opinion.

### Carrera política
En julio de 2014, Boone fue nombrada asesora financiera y económica del Palacio del Elíseo. El anuncio de su nominación al equipo de la presidencia de François Hollande se hizo a principios de junio de 2014 como anticipo de la renuncia de Emmanuel Macron. L'Opinion destacó entonces una de sus crónicas en la que criticaba los "resultados económicos desastrosos" y las "opciones casi inexistentes de política económica" del gobierno. El anuncio de su nominación también desató duros comentarios, como el de Eric Dupin en Slate: "el mundo de las finanzas que gobierna sin haber sido nunca elegido"  —que es una referencia al discurso de François Hollande del 22 de enero de 2012 en Le Bourget . El ministro de Hacienda y Cuentas Públicas, Michel Sapin, respondió: "Las competencias han vuelto". La coincidencia de la nominación y la contratación de David Azéma por Bank of America en julio de 2014 suscitó comentarios sobre una "desvergonzada puerta giratoria entre Bank of America y el poder socialista" (Laurent Mauduit).
El 26 de diciembre de 2014, el cargo de Boone fue titulada "asesora especial para asuntos económicos y financieros multilaterales y europeos", sherpa de François Hollande, como parte de una serie de decisiones tomadas para "simplificar" su gabinete. Durante la crisis de la deuda del gobierno griego, contribuyó a convencer al presidente francés de mantener a Grecia en la eurozona.
Boone participó en la Conferencia Bilderberg de 2015.

### Carrera profesional tras su dimisión
Boone dimitió el 14 de marzo de 2016  para unirse a AXA como economista jefe.
El 5 de junio de 2018, Boone fue nombrada economista jefe de la OCDE en reemplazo de Catherine L. Mann. Asumió el cargo el 24 de julio de 2018.
En junio de 2021, Boone también fue nombrada miembro del Grupo Asesor de Alto Nivel (HLAG) del Banco Mundial y del Fondo Monetario Internacional sobre recuperación y crecimiento sostenibles e inclusivos, copresidido por Mari Pangestu, Ceyla Pazarbasioglu y Nicholas Stern.

## Otras actividades
- Consejo Europeo de Relaciones Exteriores (ECFR), Miembro del Consejo[21]